# Djibril Diawara
Djibril Diawara (Dakar, 3 gennaio 1975) è un ex calciatore senegalese, di ruolo difensore.

## Carriera
Ha giocato in Serie A nel Torino e in Serie B nel Cosenza. Ha giocato anche in Inghilterra nel Bolton e in Francia nel Monaco e nel Le Havre.
Quando militava nel club monegasco, nella semifinale di ritorno della UEFA Champions League 1997-1998, si rese protagonista di uno scontro con lo juventino Filippo Inzaghi provocandogli una vistosa ferita al labbro superiore, suturata con 24 punti.

## Palmarès
- Supercoppa francese: 1

Monaco: 1997
- Campionato italiano di Serie B: 1

Torino: 2000-2001